# Maitrank

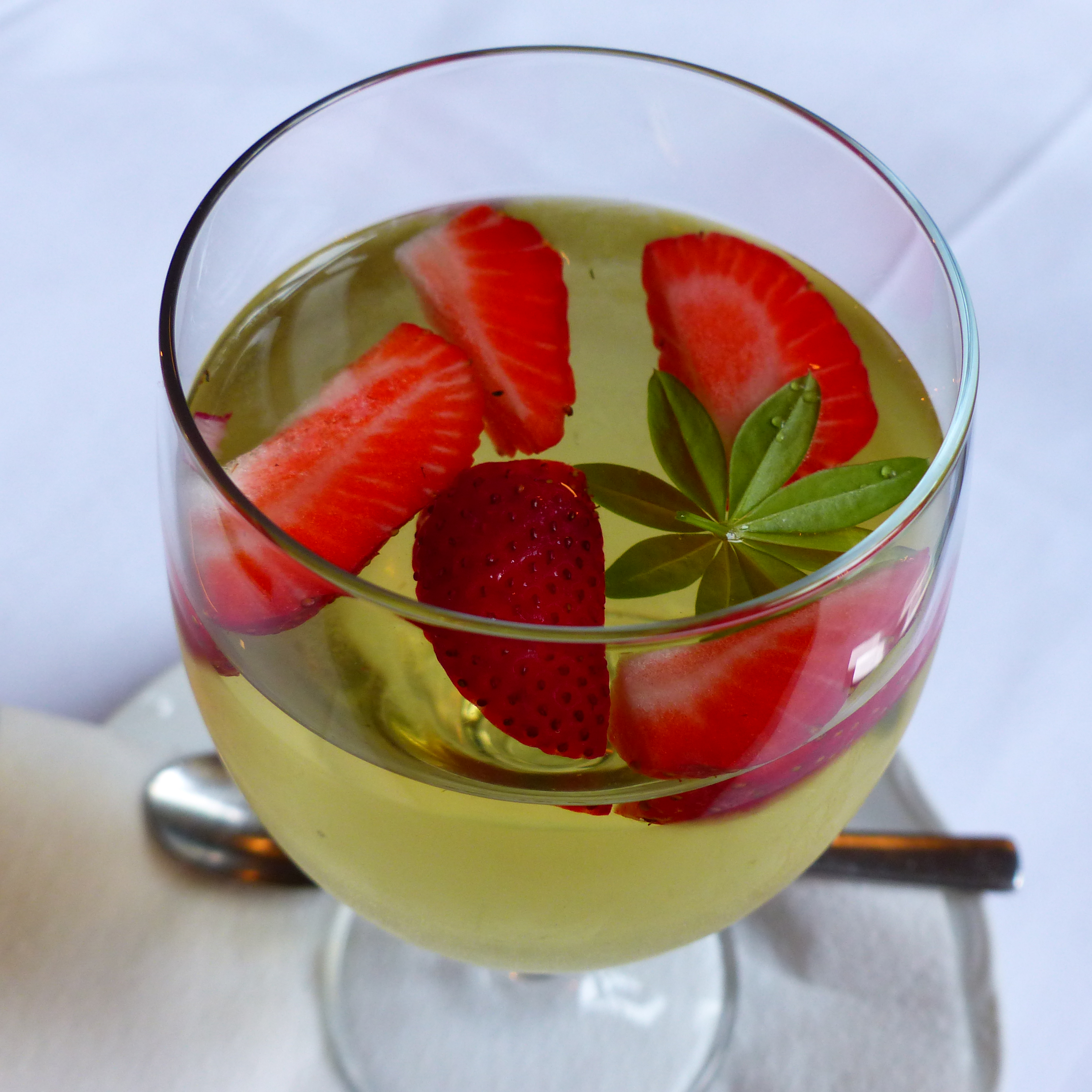
Maitrank z truskawkami serwowany w Dreźnie

Maitrank (pl. majowy napój) – popularny napój z Arlon w Belgii. Do Belgii przywędrował z Niemiec, gdzie po raz pierwszy był wymieniony w 854 roku. W jego skład wchodzi białe wytrawne wino typu Riesling lub inne z regionu Mozeli, w którym zmacerowany został kwiat lokalnie występującej marzanki wonnej zwanej też przytulią wonną (zbieranej przed zakwitnięciem). Według niektórych przepisów w skład napoju wchodzi także: brandy, koniak lub porto, triple sec, cynamon, cukier oraz pokrojona ze skórką pomarańcza. Współczesna wersja napoju wykształciła się w latach 50. XX wieku. 
Święto Maitrank jest obchodzone corocznie w Arlon w trzecią niedzielę maja.